# 1297 Quadea
1297 Quadea eller 1934 AD är en asteroid i huvudbältet, som upptäcktes 7 januari 1934 av den tyske astronomen Karl Wilhelm Reinmuth i Heidelberg. Den har fått sitt namn efter upptäckarens brors svärfar.
Asteroiden har en diameter på ungefär 22 kilometer och den tillhör asteroidgruppen Eos.